# 末世预言实现论
末世预言实现论（Preterism）是基督教末世论的一种变体，认为圣经预言中部分或全部的关于末世的事件，在第一世纪已经发生。由于末世预言实现论宣称在公元70年耶路撒冷毁灭后，以色列已被基督教会取代，有时也被称为取代論或替换神学。这个术语来源于拉丁文praeter，意为“过去”。

## 末世预言实现论与未来主义
如同大部分神学争议，末世预言实现论与未来主义之间的对立，也是源于对圣经某些部分的不同解释。  
未来主义者认为，末世预言实现论者违背了解经的“语法，内容，历史方法”，在教义上有很大的错误。末世预言实现论的一个基本说法是，第一世纪教会相信在他们生前，末世就会来到。帖撒罗尼迦后书 2:1–4。帖撒罗尼迦人得到保证，他们不会错过“主的日子”的到来。他们对基督到来的期待没有收到纠正。新约中所用的许多“时间文本”被用来支持这种说法，例如，马太福音 10:23、马太福音 16:27–28、马太福音 24:34、马太福音 26:64和启示录1:1-3。然而，未来主义者指出认真分析一些表达方式（例如，“近”，“尽快”），基于研究旧约的用法，没有任何迹象表明迫切（imminency）表示直接（immediacy）。见申命记 32:35，以赛亚书 13:6，耶利米书 51:33，约珥书 2:1，西番雅书 1:14。
对于“一代”这词（希腊语genea）也有争议，因为上下文的许多经节意味着，其意思是“种族”或“民族”。即使这词用于表示基督的同时代人，马太福音 16:28、马太福音 24:34等经节的语法结构，并不一定表示第一世纪实现。未来主义者认为，初期教会关于基督“将来”再临的一致信仰，也不利于末世预言实现论者的观点。
末世预言实现论者认为，未来主义者误解了新约的各种隐喻，习语和先知的语言，末世预言实现论者认为，其中许多已被旧约中的用法证明是习语和隐喻，不需要采取字面上看，例如，“在云中来，”撒母耳记下 22:11–12，以及启示录20:2的“一千年”（诗篇 50:10、申命记 7:9）。  
完全的末世预言实现论者断言，基督再临和复活也在那时发生（但以理書7:18，12:1-7）。但是部分末世预言实现论者认为还有长期目标（完满）在未来实现，其中包括彻底消除罪孽，在地上完全消除撒旦的影响，使地从其堕落状态中得恢复。

## 末世预言实现论与历史主义
对启示录的传统的新教解释称为历史主义，通常认为启示录写于公元96年，而不是公元70年。爱德华·埃利奥特在其经典的Horae Apocalypticae（1862年）中，认为约翰是在图密善在位末期，公元95年年末或96年年初，流放拔摩岛时写了启示录这本书，他提到图密善是在公元96年9月被暗杀。艾略特通过援引爱任纽的话开始他漫长的历史证据审查，爱任纽是坡旅甲的弟子，而坡旅甲是使徒约翰的弟子。爱任纽提到看见启示是在“不久以前，图密善统治的末期”。  
但是，其他历史主义者认为启示录的写作日期没有任何意义，甚至认为写于更早的时期。小Kenneth L. Gentry解释说启示录写于公元70年以前。